# Хомыс
Хомыс — хакасский двух-, реже трехструнный щипковый инструмент, тип лютни.
Его резонаторный корпус, шейка, головка — цельные, выдалбливаются из куска древесины. Существуют 2 основные разновидности инструмента: с круглым и овальным корпусом — резонатором.
У традиционного хомыса струны из конского волоса или кишечные, шейка без ладов, головка с деревянными колками. Дека кожаная с 2—5 резонансными отверстиями.
У модернизированного хомыса струны нейлоновые или из лески, реже металлические. Шейка с навязными (из лески) или врезными металлическими ладами, дека чаще деревянная. Общая длина инструмента 700—800 мм. В двухструнном хомысе 1-я (нижняя) струна — мелодическая, 2-я (верхняя) — бурдонная, настроены в кварту. В трехструнном хомысе 3-я (верхняя) струна, как и 2-я, также бурдонная, по настроена в октаву ниже по отношению к 1-й.
Традиционно играют на хомысе, сидя на земле, на полу (на кошме, шкуре), скрестив и поджав ноги под себя «калачом», реже играют сидя на стуле. При этом инструмент опирается нижней боковой частью корпуса о колени. Звук извлекается щипковыми и скользящими ударами по струнам указательным пальцем правой руки. Пальцами левой руки прижимают к шейке мелодическую струну, тем самым укорачивая её или удлиняя и, таким образом, регулируя высоту звука.
Еще в самом конце XIX в. хомыс, по свидетельству очевидцев, был «в каждой качинской юрте» (П. Е. Островских). Однако с 30-х годов XX века интерес к нему угасает, а к середине века он вышел из употребления. В начале 70-х годов XX века этот инструмент встречался лишь в единичных экземплярах. Начатое с конца 70-х годов XX века возрождение хакасских народных музыкальных инструментов, в том числе и хомыса, активно продолжается и в наши дни. Обучение игре на нём осуществляется в музыкальных учебных заведениях. Хомыс у хакасов является вторым по популярности инструментом после чатхана. Он используется как сольный, аккомпанирующий, ансамблевый и оркестровый инструмент.